# Victor Morel
Pour les articles homonymes, voir Morel.
Victor Morel, né le 30 octobre 1869 à Campagne-lès-Hesdin (Pas-de-Calais) et mort le 23 janvier 1927 à Paris, est un chirurgien et un homme politique français.

## Biographie
Victor Narcisse Joseph Morel naît le 30 octobre 1869 à Campagne-lès-Hesdin du mariage de Narcisse Joseph Morel, médecin, et d'Ester Fanny Dupré.
Médecin-chirurgien, Victor Morel est élu maire de Campagne-lès-Hesdin, succédant ainsi à son père. Il est député du Pas-de-Calais, de la VIIIe à la XIIIe législature, de 1903 à sa mort, en 1927, siégeant sur les bancs radicaux. Il est secrétaire de la Chambre des députés en 1909.
Vers 1905-1908, Victor Morel ouvre la Chartreuse de Neuville-sous-Montreuil à des interventions d'artistes après en avoir fait un sanatorium et un hôpital.

## Iconographie
- Augustin Lesieux (1877-1964), Victor Morel, buste, place Victor Morel (Campagne-lès-Hesdin).[4]